# Emborough
Emborough är en ort och civil parish  i Storbritannien.   Den ligger i grevskapet Somerset och riksdelen England, i den södra delen av landet, 170 km väster om huvudstaden London. Emborough ligger 214 meter över havet och antalet invånare är 148.
Terrängen runt Emborough är platt åt nordost, men åt sydväst är den kuperad. Runt Emborough är det ganska tätbefolkat, med 144 invånare per kvadratkilometer. Trakten runt Emborough består i huvudsak av gräsmarker.